# ITV 전격토론
《ITV 전격토론》은 ITV 경인방송의 토론 정보 프로그램이다